# Only Pain Is Real
Only Pain is Real es un álbum de la banda portuguesa Silence 4, lanzado en 2000.

## Temas
1. «To Give» (4:00)
2. «Not Brave Enough» (3:47)
3. «Empty Happy Song» (3:49)
4. «Only Pain Is Real» (3:57)
5. «I´m Not Perfect» (4:40)
6. «Sleepwalking Convict» (5:48)
7. «Cruel II» (4:02)
8. «Ceilings» (3:46)
9. «Where Are You?» (4:07)
10. «Alright» (4:24)
11. «Search Me Not» (5:06)
12. «Don´t II» (5:22)
13. «Take Me Away» (6:06)
14. «Wild Oscar (Part I)» (3:01)

- Datos: Q3284253